# 태백우체국
태백우체국(太白郵遞局)은 태백 지역의 우편 및 우체국금융 업무를 수행하는 강원지방우정청 소속 우체국이다. 강원특별자치도 태백시 황지로 132(황지동)에 있다.

## 기본 정보
- 주소: 강원특별자치도 태백시 황지로 132
- 우편번호: 235-011

## 연혁
- 1961년 8월 15일: 강원 장성우체국 황지분국으로 개국
- 1961년 11월 5일: 황지우체국 승격(6급)
- 1975년 2월 1일: 5급(사무관급) 승격
- 1981년 7월 23일: 태백우체국으로 국명 변경
- 1999년 6월 4일: 청사개축(지하 1층, 지상 3층)
- 2001년 7월 1일: 태백철암동우체국 폐국[1]
- 2001년 7월 23일: 태백철암동우편취급소 신설[2]
- 2009년 8월 25일: 태백철암동우편취급국 폐국[3]
- 2012년 5월 1일: 태백장성동우체국을 태백구문소동우체국으로, 태백장성2동우체국을 태백장성동우체국으로, 태백연화동우체국을 태백통리우체국으로, 태백철암1동우체국을 태백철암동우체국으로 명칭 변경[4]

## 관할 우체국
| 우체국명                | 사진 | 주소                                      | 비고                                                    |
| ----------------------- | ---- | ----------------------------------------- | ------------------------------------------------------- |
| 태백구문소동우체국      |      | 강원특별자치도 태백시 장성로 219(장성동)  | 2012년 5월 1일 태백장성동우체국에서 명칭 변경           |
| 태백우체국 소도동출장소 |      | 강원특별자치도 태백시 소도길 40-1(소도동) |                                                         |
| 태백장성동우체국        |      | 강원특별자치도 태백시 보드미길 21(장성동) | 2012년 5월 1일 태백장성2동우체국에서 명칭 변경          |
| 태백철암동우체국        |      | 강원도 태백시 동점동 514-27               | 2001년 7월 1일 폐국                                     |
| 태백철암동우체국        |      | 강원특별자치도 태백시 갈골길 3-5(철암동)  | 2012년 5월 1일 태백철암1동우체국에서 명칭 변경          |
| 태백철암동우편취급국    |      | 강원도 태백시 철암동 344-2                | 2001년 8월 1일 신설 일자 미상 이전 2009년 8월 25일 폐국 |
| 태백통리우체국          |      | 강원특별자치도 태백시 통리길 65(통동)     | 2012년 5월 1일 태백연화동우체국에서 명칭 변경           |
| 태백황지동우체국        |      | 강원특별자치도 태백시 황지로 173(황지동)  |                                                         |

## 조직
- 경영지도실
- 영업과
- 우편물류과